# Gråsvingel
Gråsvingel (Festuca arenaria) är en växtart i släktet svinglar och familjen gräs. Den ses ibland som en underart till rödsvingel (F. rubra).